# Nationalversammlung (Simbabwe)
Die Nationalversammlung (englisch National Assembly), bis 2013 House of Assembly, ist das Unterhaus des aus zwei Kammern bestehenden Parlaments von Simbabwe.

## Geschichte

### Verfassung von 1980
Nach der simbabwischen Verfassung, die am 18. April 1980, dem Unabhängigkeitstag, in Kraft trat und ein Ergebnis des Lancaster-House-Abkommens von 1979 war, setzte sich das Parlament Simbabwes aus zwei Kammern, dem House of Assembly und dem Senat zusammen. Das House of Assembly hatte 100 Abgeordnete, von denen 80 durch die autochthon-afrikanische Bevölkerung in Einpersonen-Wahlkreisen gewählt wurden (bei der ersten Wahl wurden diese noch in einer landesweiten Verhältniswahl gewählt, da die Wahlkreisgrenzen noch nicht festgelegt worden waren). 20 weitere Abgeordnete wurden durch den europäischstämmigen Bevölkerungsteil in Einpersonen-Wahlkreisen, die 1978 festgelegt worden waren, gewählt. Der Senat bestand aus 40 indirekt gewählten oder ernannten Mitgliedern: 16 wurden durch die „afrikanischen“ Delegierten und 10 durch die „europäischen“ Delegierten des House of Assembly gewählt, 10 durch die Chiefs und sechs weitere wurden durch den Präsidenten auf Vorschlag des Premierministers ernannt.
Der Gesetzgebungsprozess war aufgrund des Zweikammersystems relativ kompliziert. Grundsätzlich mussten Gesetze mit der Mehrheit beider Kammern beschlossen werden, jedoch hatte bei Unstimmigkeiten zwischen beiden Kammern das House of Assembly das größere Gewicht. Beispielsweise war für Verfassungsänderungen eine Mehrheit von 70 Abgeordneten im House of Assembly und eine Zweidrittelmehrheit im Senat erforderlich. Falls die Mehrheit im House of Assembly weiter gegeben war, konnte eine anderslautende Entscheidung des Senats jedoch nach 180 Tagen durch das House of Assembly überstimmt werden.

### Verfassungsänderungen 1987 und 1989
Mit dem sechsten Verfassungszusatz aus dem Jahr 1987 wurden die separat gewählten Parlamentsabgeordneten für den europäischen Bevölkerungsanteil abgeschafft. Der ebenfalls im Jahr 1987 in Kraft getretene siebte Verfassungszusatz wandelte das bisherige parlamentarische Regierungssystem in ein Präsidialsystem um. Das Amt des Premierministers wurde dabei abgeschafft. Der neunte Verfassungszusatz schaffte im Jahr 1989 den Senat ab. Das neue Einkammerparlament hatte danach 150 Abgeordnete, von denen 120 in Einpersonen-Wahlkreisen nach dem relativen Mehrheitswahlrecht gewählt wurden. Die Gouverneure der acht Provinzen waren ebenfalls als Abgeordnete im Parlament vertreten, zehn Abgeordnete wurden durch die Chiefs gewählt und zwölf weitere durch den Präsidenten ernannt. Insgesamt waren damit 30 der 150 Abgeordneten nicht direkt gewählt. In der Praxis zeigte sich, dass diese 30 Abgeordneten in der Regel im Sinne des Präsidenten abstimmten und damit dessen politische Macht noch weiter stärkten. De facto musste damit die Opposition, um eine Parlamentsmehrheit zu erlangen, 75 der 120 zur Wahl stehenden Sitze, d. h. 62,5 % der Wahlkreise gewinnen.

### Verfassungsänderung 2005
Nach der Parlamentswahl 2005, die von der ZANU-PF mit verfassungsändernder Mehrheit gewonnen wurde, führte die neue Regierung mit dem 17. Verfassungszusatz, der am 30. November 2005 Gültigkeit erlangte, wieder den Senat als Institution ein. Damit wurde in Simbabwe wieder ein Zweikammersystem etabliert. Der Wahlmodus bzw. die Zusammensetzung des House of Assembly blieb unverändert. Der wieder neu eingerichtete Senat hatte nun 66 Mitglieder, von denen 50 in den zehn Provinzen in Einpersonen-Wahlkreisen gewählt wurden (jeweils fünf pro Provinz). Der Präsident und Vizepräsident des Council of Chiefs hatten jeweils einen Sitz im Senat, außerdem acht Chiefs der ländlichen Provinzen, sowie sechs vom Präsidenten ernannte Personen.

### Verfassungsänderung 2007
Nach Verhandlungen zwischen Regierung und Opposition, die durch die SADC vermittelt worden waren, wurde am 30. Oktober 2007 der 18. Verfassungszusatz in Kraft gesetzt, der das House of Assembly in ein vollständig gewähltes Organ umwandelte. Künftig wurden alle Abgeordneten in Wahlkreisen gewählt. Die Zahl der Abgeordneten erhöhte sich dabei auf 210, die in ebensovielen Wahlkreisen gewählt wurden. Der Senat hatte künftig 93 Mitglieder, von denen 60 in den Provinzen gewählt wurden, 16 durch die ländlichen Chiefs bestimmt und fünf durch den Präsidenten ernannt wurden. Der Präsident und Vizepräsident des Council of Chiefs behielten ihren Sitz im Senat.

### Verfassungsänderung 2009
Der 19. Verfassungszusatz vom Februar 2009 führte erneut mehrere nicht gewählte Abgeordnete in das House of Assembly ein. Der Vizepräsident, der Premierminister und der stellvertretende Premierminister, waren nur ex officio auch Mitglied des House of Assembly. Der Senat wurde um sechs weitere, vom Präsidenten ernannte Mitglieder erweitert.

### Verfassung von 2013
Nach der 2013 in Kraft getretenen neuen Verfassung (Kapitel 6, Abschnitt 2) besteht das Parlament aus der Nationalversammlung (National Assembly) und dem Senat (§118). Die Nationalversammlung besteht ausschließlich aus gewählten Abgeordneten, die in 210 Einpersonenwahlkreisen gewählt werden. Für die ersten beiden Wahlen nach Inkrafttreten der Verfassung sollte zusätzlich 60 Frauen (sechs in jeder Provinz) nach dem Verhältniswahlrecht entsprechend dem Stimmenanteil der Parteien hinzugewählt werden (§124). Der Senat hat 80 Mitglieder, von denen jeweils sechs in den zehn Provinzen nach Verhältniswahlrecht gewählt werden. Weitere 16 Personen werden durch die Chiefs in den ländlichen Provinzen gewählt. Der Präsident und Vizepräsident des National Cuncil of Chiefs sind ex officio Mitglied des Senats, und zwei Mitglieder werden gewählt um Personen mit Behinderungen zu vertreten (§120).

### Verfassungsänderung 2021
Mit dem 2021 in Kraft getretenen zweiten Verfassungszusatz (Constitution of Zimbabwe amendment no. 2) wurde die in der Verfassung von 2013 auf zwei Wahlen befristete Quote von 60 hinzugewählten Frauen um weitere zwei Wahlen verlängert. Es wurde die Bestimmung eingeführt, dass zehn dieser 60 Frauen unter 36 Jahre alt sein sollten. Außerdem wurden zehn weitere hinzugewählte Abgeordnete eingeführt (je einer pro Provinz), die entsprechend dem Stimmenanteil der Parteien gewählt werden und die unter 36 Jahre alt sein sollten. Von diesen zehn Abgeordneten sollten die Hälfte Frauen sein.

## Wahlen und Ämter
In die Nationalversammlung werden 210 Abgeordnete in ebenso vielen Wahlkreisen für jeweils fünf Jahre gewählt. Außerdem werden jeweils 60 weibliche Abgeordnete (sechs pro Provinz) nach Verhältniswahlrecht entsprechend dem Stimmenanteil der Parteien hinzugewählt. Diese „Frauenquote“ war in der Verfassung von 2013 als Übergangsregelung vorgesehen, die nur für zwei Legislaturperioden Gültigkeit haben sollte und 2021 um weitere zwei Legislaturperioden verlängert. Seit der Wahl 2023 werden auch 10 weitere Abgeordnete, die maximal 35 Jahre alt sein und die „Jugend“ vertreten sollen, hinzugewählt.
Die letzten Wahlen fanden am 23. und 24. August 2023 statt.
Vorsitzender ist der Speaker, seit 2013 Jacob Francis Mudenda.

## Parlamentsgebäude

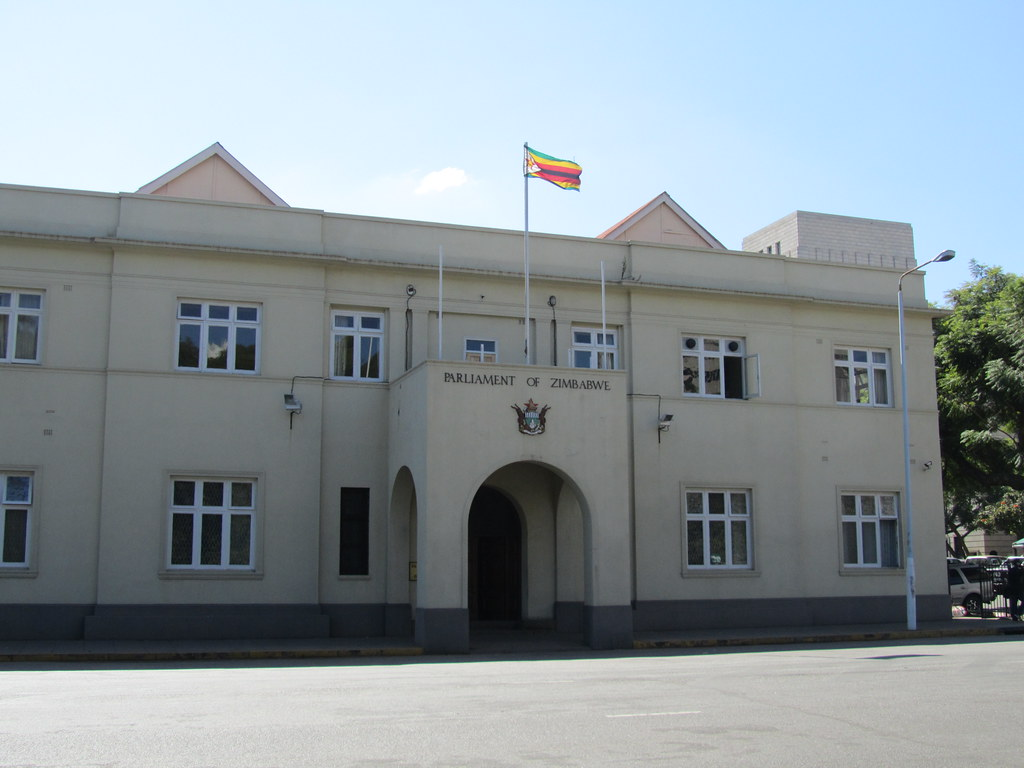
Früheres Parlamentsgebäude in Harare

Das Parlament befand sich bis zum Jahr 2022 in der Hauptstadt Harare. Das frühere, 1895 erbaute Parlamentsgebäude war ein ehemaliges Hotel für weiße Siedler, wurde 1898 zum Parlament umgebaut und ab 1937 mehrere Male um Anbauten erweitert.
Ein neuer Parlamentskomplex für mehr als 100 Millionen US-Dollar wurde zwischen 2018 und 2022 in Mount Hampden, etwa 20 km entfernt von Harare-Zentrum, erbaut. Der von der Volksrepublik China finanzierte Neubau wurde im Juni 2022 fertiggestellt. Mount Hampden liegt in der Heimatprovinz des früheren Präsidenten Robert Mugabe.